# 嚴振欽
嚴振欽（1984年7月20日—），臺灣導演、視覺導演、視覺特效總監、美術，2007年起從事影像工作，參與過多部電視電影前期至後期相關製作，2009年首次擔任電影特效總監，作品為《不倒翁的奇幻旅程》，10年進入中影電影公司，陸續協助創建數位修復、DI和特效部門，期間參與多部電影後期製作，2016年成立DCraft Studio罡風創意映像有限公司。
2016年以電視劇《一把青》獲得第51屆金鐘獎美術設計獎。2021年以電影《月老》獲得第58屆金馬獎最佳視覺效果。2022年以電視劇《斯卡羅》獲得第57屆金鐘獎視覺特效獎。2024年以電視劇《商魂》獲得第59屆金鐘獎視覺特效獎。

## VFX Supervisor 視覺特效總監作品列表
- 2012
- 導演 林福清 【不倒翁的奇幻旅程】視覺特效總監
- 導演 曹瑞原 【飲食男女2好遠又好近】視覺特效總監
- 2013
- 導演 周杰倫 【天台】特效指導
- 2016
- 導演 樓一安 【失控謊言】視覺特效總監
- 導演 蔡銀娟 【心靈時鐘】視覺特效總監
- 導演 曹瑞原 【一把青】視覺特效總監 獲第51屆金鐘美術設計獎
- 導演 林清介 【奇幻同學會】視覺特效總監
- 製作人 藍心湄 黃琳容【原來一家人】視覺特效總監
- 導演 王小棣 【植劇場-荼靡】視覺特效總監
- 2017
- 導演 胡學林 【魔幻對決】視覺特效總監
- 導演 謝駿毅 【帶我去月球】視覺特效總監
- 導演 曾祈惟 【一瞬之光】視覺特效總監
- 2018
- 導演 王郁惠 【有一種喜歡】視覺特效總監
- 導演 徐譽庭 許智彥【誰先愛上他的】視覺特效總監
- 導演 李俊宏 【絕對領域】視覺特效總監
- 導演 林冠慧 【切小金家的旅館】視覺特效總監 入圍台北電影節最佳視覺特效獎
- 導演 柯翰辰 胡寧遠 【鬥魚】視覺特效總監
- 導演 何蔚庭 【幸福城市】視覺特效總監(共同參與)
- 2019
- 導演 謝念祖 【瘋狂電視台】視覺特效總監
- 導演 謝庭菡 【魂囚西門】視覺特效總監
- 導演 洪伯豪 【老大人】視覺特效總監
- 導演 林龍吟 【蚵豐村】視覺特效總監
- 導演 劉邦耀 【住戶公約第一條】視覺特效總監
- 導演 高柄權 【江湖無難事】視覺特效總監入圍台北電影節最佳視覺特效獎
- 導演 趙德胤 【灼人秘密】視覺特效總監(共同參與) 入圍台北電影節最佳視覺特效獎
- 導演 吳子雲 【極道千金】視覺特效總監
- 2020
- 導演 蔡幸諺 【雨天的妖怪】視覺特效總監
- 導演 蔡怡芬 【箱子】視覺特效總監
- 導演 蔡怡芬 【追兇500日】視覺特效總監
- 導演 廖明毅 【怪胎】視覺特效總監(共同參與) 入圍金馬獎最佳視覺效果
- 導演 柯貞年 【無聲】視覺特效總監
- 導演 郭珍弟 【戀愛好好說】視覺特效總監
- 歌手 鄧紫棋  MV【透明】視覺特效總監
- 2021
- 導演 曹瑞原 【斯卡羅】視覺特效總監
- 導演 林孝謙 【跟你老婆去旅行】視覺特效總監
- 導演 徐譽庭 許智彥【我沒有談的那場戀愛】視覺特效總監
- 導演 九把刀 【月老】視覺特效總監 獲得金馬獎最佳視覺效果
- 導演 姜瑞智 【我的老闆是隻貓】視覺特效總監
- 導演 樓一安 【該死的阿修羅】視覺特效總監
- 導演 何蔚庭 【青春弒戀】視覺特效總監
- 導演 謝沛如 【比悲傷更悲傷的故事影集版】視覺特效總監
- 2022
- 導演 洪子鵬 【商魂】視覺特效總監
- 2023
- 導演 柯震東 【黑的教育】視覺特效總監
- 導演 林君陽 【疫起】視覺特效總監

## Director 導演
- 《群像文化傳媒》公司形象片頭影片 (監製 陳國富)
- 《工夫影業》公司形象片頭影片(監製 陳國富)
- 《失控謊言》電影片頭尾(導演 樓一安)
- 《鐵獅玉玲瓏2》電影片頭(導演 澎恰恰)
- 歌手 謝銘祐 MV《故鄉是我的愛人》擔任 導演
- 南拳媽媽音樂短片《誰是你好朋友》擔任 監製/導演

## VFX Production 視覺特效製作
- 《群像文化傳媒》公司形象片頭影片 (監製 陳國富)
- 《影一製作所》形象片頭製作(監製 李烈)
- 《牽猴子整合行銷》形象片頭製作(監製 王師)
- 《明天記得愛上我》片頭特效製作(導演 陳駿霖)
- 《男生女生騙》特效製作(導演 伍宗德)
- 《親愛的奶奶》特效製作(導演 瞿友寧)
- 《賽德克巴萊》視覺特效(導演 魏德聖)( 部分鏡頭)
- 《風中家族》視覺特效(導演 王童)
- 《2010年金馬在桃園形象廣告》特效指導
- 《2013~14茶裏王系列廣告》特效指導
- 《2015年新舞臺藝術節》特效指導

## Others 其它
- 【戀戀風塵】、【恐怖分子 (電影)】、【徵婚啟事】、【愛情萬歲】、【熱帶魚 (電影)】、【飲食男女】數位修復製作
- 【翻滾吧！阿信】、【賽德克巴萊】、【女孩壞壞】、【飲食男女2】、【女朋友。男朋友】、【花漾】、【KANO】等多部國片DI後期製作
- 蔡明亮作品【臉 (電影)】 美術助理
- 新聞局短輔【語獸】 製片
- 短片【11區】 製片
- 短片【微笑月亮】 製片、副導
- 動畫片【戲棚下的尪仔】 導演
- 短片【原鄉】 導演

## 外部連結
- 嚴振欽在台灣電影網上的資料（繁體中文）